# Jean Laurendeau
Marie François Jean Laurendeau (* 11. August 1938 in Montreal) ist ein kanadischer Klarinettist, Ondist und Musikpädagoge.

## Leben
Laurendeau ist der Enkel des Kontrabassisten und Dirigenten Arthur Laurendeau. Er studierte von 1950 bis 1959 Klarinette am Konservatorium von Montreal bei Joseph Moretti und Rafael Masella und darauf bis 1960 am New England Conservatory of Music bei Gino Cioffi. Von 1960 bis 1962 war er Klarinettist im Orchestre Symphonique de Québec. In Paris setzte er seine Ausbildung bis 1963 bei Ulysse Delécluse fort und studierte dann bis 1965 am Konservatorium von Rouen bei Jacques Lancelot. Daneben studierte er Ondes Martenot von 1962 bis 1965 an der École normale de musique de Paris bei Jeanne Loriod und 1964–65 am Pariser Konservatorium bei Maurice Martenot.
1965 kehrte Laurendeau nach Kanada zurück und begann eine Laufbahn an der Klarinette und an den Ondes. Mit dem Pianisten Louise Forand unternahm er zwischen 1965 und 1969 mehrere Konzerttourneen durch Kanada. Mit Forand und dem Perkussionisten Vincent Dionne tourte er 1970 als Trio durch Jugoslawien spielte die Uraufführung von Claude Viviers Prolifération. Als Mitglied des Quebec Woodwind Quintet nahm er 1977 am Festival Musicanada teil und trat danach als Mitglied des Ensembles der Société de musique contemporaine du Québec (SMCQ) in deutschland, Belgien und Frankreich auf. Zudem hatte er Auftritte im Radio- und Fernsehprogramm der CBC, bei den Nocturnales der Universität Montreal und bei den New Music Concerts in Toronto.
Als Solist an den Ondes Martenot trat Laurendeau u. a. mit dem Orchestre Symphonique de Québec, dem Montreal Symphony Orchestra, dem Toronto Symphony Orchestra und zahlreichen US-amerikanischen Orchestern, darunter dem Boston Symphony Orchestra, dem Chicago Symphony Orchestra, dem Los Angeles Philharmonic und dem San Francisco Symphony Orchestra auf. Unter anderem spielte er die Uraufführungen von Micheline Coulombe Saint-Marcouxs Séquences (mit Suzanne Binet-Audet und Robert Leroux) und Petros Shoujounians Hour (1988) und die kanadische Erstaufführung von Marcel Landowskis Concerto for Ondes Martenot, strings and percussion mit dem Trois-Rivières Symphony Orchestra unter Gilles Bellemare (1985). Jacques Hétu widmete ihm 1990 sein Concerto for ondes Martenot and orchestra.
Am Orford Art Center gab Laurendeau Sommerkurse, und ab 1970 unterrichtete er am Konservatorium von Montreal Klarinette und gründete hier die erste Klasse Kanadas für Ondes Martenot. Zu seinen Schülern zählen Marie Bernard, Johanne Goyette (Ondes Martenot) und Nicolas Desjardins (Klarinette).